# Орлы (гмина)
Орлы (пол. Orły) — сельская гмина (волость) в Польше, входит как административная единица в Перемышльский повет, Подкарпатское воеводство. Население — 8419 человек (на 2004 год).

## Демография
| Перепись                       | Всего   | Всего | Женщины | Женщины | Мужчины | Мужчины |
| ------------------------------ | ------- | ----- | ------- | ------- | ------- | ------- |
| Единицы                        | человек | %     | человек | %       | человек | %       |
| Население                      | 8419    | 100   | 4200    | 49,9    | 4219    | 50,1    |
| Плотность населения (чел./км²) | 120,1   | 120,1 | 59,9    | 59,9    | 60,2    | 60,2    |

## Сельские округа
1. Цеменжовице
2. Дрохоюв
3. Дуньковички
4. Хнатковице
5. Кашице
6. Малковице
7. Низины
8. Ольшинка
9. Орлы
10. Труйчице
11. Вацлавице
12. Валява
13. Задомброве

## Соседние гмины
1. Гмина Хлопице
2. Гмина Радымно
3. Гмина Стубно
4. Гмина Журавица